# Иринеј Лионски
Иринеј Лионски (рођен око 140. — умро око 202.) (гр: Ειρηναίος) био је хришћански епископ у Лиону у 2. веку.
Рођен је око 140. године у граду Смирни у Малој Азији. Био је ученик епископа смирнског Поликарпа. У младости је добио широко јелинско образовање, а из његових списа се види да је добро познавао јелинску поезију, филозофију, али и друге науке и да је лепо писао на грчком језику. Под непознатим околностима, напустио је Смирну и прво је отишао у Рим, а затим у Галију (данашњу Француску). За време владавине римског цара Марка Аурелија постао је свештеник цркве у граду Лугдунуму, данашњем Лиону, у Галији. Године 178, је изабран за епископа у Лиону, уместо епископа Потина који је мученички умро те године. Као епископ цркве борио се против гностика. Иринеј је бранио везу између Исусовог и јеврејског бога, у расправи са Маркионом који је тврдио да је Исусов бог различит од бога старог завета.
За врема папе Виктора I помогао је у решавању проблема око празновања Ускрса.
Иринеј је такође био највећи хришћански богословски писац и велики учитељ цркве, међутим од њега су остала сачувана само два списа у целости:
- Изобличење и оповргавање лажног гносиса“, познатије под скраћеним називом „Противу јереси“. Дело се састоји од пет књига које садрже опис гностичког учења Валентина, побијање гностичког учења аргументима људског ума, разматрање питања Црквеног Предања и Светог Писма и питање васкрсења човека.
- „Излагање апостолског учења“. Дело познато само по наслову све до 1904. године, када је поново пронађено у преводу на јерменски језик. Објављено је 1907. године на истом језику, а касније и на другим језицима. Овде писац излаже основне истине хришћанског учења.

Познато је још да је Св. Иринеј написао и следећа, изгубљена, дела: Ο знању, Ο монархији или Ο томе да Бог није творац зла, Ο оговарању, Ο осморици и Ο расколу.
Време његове смрти је непознато. По сведочанству блаженог Јеронима Иринеј је умро мученички за време гоњења хришћана под римским царем Септимијем Севером. Црква га празнује као светитеља и мученика.

## Учење Иринеја Лионског
Као богослов, Иринеј је најзаслужнији за следеће теме: учење ο Светој Тројици, учење ο Логосу, учење ο јединству бића Божијег, учење ο оваплоћењу Логоса, за еклисиологију, сотириологију, антропологију, за учење ο Светом Предању и Светом Писму и за многе друге теме. Иринејево поимање антропологије слично је оном код Теофила Антиохијског. Обојица првог човека, Адама, схватају као отворено биће коме је било потребно узрастање. Супротно гностицима, Иринеј човека тумачи библијски. Комплетан човек је само онда када има и душу и тело. Иринеј томе додаје још и трећи елемент - дух. Не постоји етичка супротстављеност између душе и тела. Сваки од ова три елемента има своју функцију у личности
Грех првих људи састојао се у томе што су чланови човековог бића изневерили своју функцију, из чега је у бићу настала дисхармонија. Тиме је започео процес свођења човека на "само тело". Спасење се састоји у поновном успостављању хармоније човекових елемената. Али да би до те хармоније дошло, неопходно је пре тога успоставити једну другу хармонију - хармонију између човека и Бога. Она је остварена у оваплоћењу Бога Логоса. Спасење подразумева једну промену у начину живота човека, живот у заједници с Богом, у којој човек поприма и својства природе Божије - то је процес обожења човека.
За Св. Иринеја, Бог је Творац, "Отац свих", он је "извор свега доброга". Наше знање ο Богу долази кроз Логоса. Иринеј је у свом учењу ο Логосу превазишао све писце пре њега. Док су они Логоса посматрали у космолошкој перспективи, Иринеј га посматра шире: Логос има не само творачку него и сотириолошку и обожилачку функцију. Вечни Логос постао је човек ради човековог спасења и обожења, али и даље је остао раван и једнак Своме Оцу. Утврђујући против гностика аутентичност Божанског Откривења које држи Црква, Иринеј се позива на догматско јединство четири Јеванђеља, а онда и на Свето Предање. Док су гностичка лажна "јеванђеља" међусобно различита, Јеванђеља Цркве су међусобно сагласна, зато што сва четири говоре истину.
У то време још није био створен канон новозаветних књига, али је Иринеј већ тада знао да укаже на она четири Јеванђеља која заиста припадају Цркви, док ћe сва друга бити одбачена. Јеванђеља од Матеја, Марка, Луке и Јована прихваћена су зато што изражавају веру Цркве. Основни критеријум истине јесте Свето Предање као преношење правила вере. Предање Цркве је свуда исто и једно због тога што оно има само један извор - Господа Исуса Христа, док су гностичка предања многобројна због тога што су творевина многих људи. Истина припада целој Цркви, и зато је немогуће говорити ο апостолском прејемству без повезаности са апостолском истином - само Црква вођена Духом Светим, може да посведочи ту Истину. Епископским прејемством преноси се правило вере, а без правила вере нема ваљаног епископског прејемства.